# Богољуб Динић
Богољуб „Боба” Динић (Крагујевац, 16. јун 1933 — Београд 5. април 2019) био је југословенски и српски филмски и позоришни глумац.

## Биографија
Богољуб Динић је рођен 16. јуна 1933. године у Крагујевцу. Глумом је почео да се бави волонтерски 1948. године, а од 1950. је  извесно време радио као глумац у Луткарском позоришту. Затим је прешао у Књажевско-српски театар у Крагујевцу, у којем остаје до краја августа 1966. године, када одлази у Београд и постаје глумац Народног позоришта. Пензионисан је у марту 1995. године.
Одиграо је око сто улога у представама домаћих и страних аутора: Велики отац, Тихи Дон, Сирано де Бержерак, Живот Галилеја, Зли дуси, Урошева женидба, Опасне везе, Хамлет, Мајка храброст и њена деца, Ричард Трећи, Мера за меру, Знам Дабли Фејса, Хасанагиница, Ожалошћена породица, Калигула, Цар Едип, Златно теле, Рат и мир, Убише књаза, Сумњиво лице, Је ли било кнежеве вечере, Мефисто, Косовска хроника, Осврни се у гневу.
Богољуб Боба Динић преминуо је 5. априла 2019. године у Београду, у 86. години.

## Улоге
|                   | 1960 | 1970 | 1980 | 1990 | 2000 | 2010 | Укупно |
| ----------------- | ---- | ---- | ---- | ---- | ---- | ---- | ------ |
| Дугометражни филм | 1    | 1    | 1    | 0    | 0    | 0    | 3      |
| ТВ филм           | 0    | 2    | 4    | 1    | 0    | 0    | 7      |
| ТВ серија         | 1    | 2    | 4    | 4    | 1    | 2    | 14     |
| Укупно            | 2    | 5    | 9    | 5    | 1    | 2    | 24     |
| Год.       | Назив                                          | Улога \|- style="background: Lavender; text-align:center; " | 1960-е | 1960-е | 1960-е | 1960-е |
| 1967 1968. | Парничари (ТВ серија)                          | Судија за прекршаје                                         |        |        |        |        |
| 1969.      | Крвава бајка                                   | Чика Миле                                                   |        |        |        |        |
| 1970-е     |                                                |                                                             |        |        |        |        |
| 1971.      | Балада о свирепом                              | /                                                           |        |        |        |        |
| 1972.      | Мајстори (ТВ серија)                           | Милиционер                                                  |        |        |        |        |
| 1973.      | Наше приредбе (ТВ серија)                      | /                                                           |        |        |        |        |
| 1977.      | Операција (ТВ филм)                            | Лекар                                                       |        |        |        |        |
| 1978.      | Госпођа министарка (ТВ филм)                   | Секретар господина Нинковића (као Боба Динић)               |        |        |        |        |
| 1980-е     |                                                |                                                             |        |        |        |        |
| 1980.      | Слом (ТВ серија)                               | Др Бранко Чубриловић, министар пољопривреде                 |        |        |        |        |
| 1982.      | Последњи чин (ТВ серија)                       | /                                                           |        |        |        |        |
| 1982.      | Приче преко пуне линије (ТВ серија)            | Ђура, секретар стамбене комисије                            |        |        |        |        |
| 1982.      | Сабињанке (ТВ филм)                            | Наредник                                                    |        |        |        |        |
| 1985.      | Тајванска канаста                              | Грађевински инспектор                                       |        |        |        |        |
| 1985.      | Случај Лазе Костића (ТВ филм)                  | Порота                                                      |        |        |        |        |
| 1986.      | Неозбиљни Бранислав Нушић (ТВ филм)            | Један Србин                                                 |        |        |        |        |
| 1987.      | Милан — Дар (ТВ филм)                          | Агент (као Боба Динић)                                      |        |        |        |        |
| 1988.      | Четрдесет осма — Завера и издаја (мини-серија) | Друг Милоје из Високе школе Југословенске армије            |        |        |        |        |
| 1990-е     |                                                |                                                             |        |        |        |        |
| 1991.      | Бољи живот (ТВ серија)                         | Нервозни Човек                                              |        |        |        |        |
| 1991.      | Апис (ТВ филм)                                 | Пуковник Петар Мишић                                        |        |        |        |        |
| 1993.      | Театар у Срба (ТВ серија)                      | /                                                           |        |        |        |        |
| 1995.      | Отворена врата (ТВ серија)                     | Мајстор                                                     |        |        |        |        |
| 1997.      | Горе-доле (ТВ серија)                          | Фризер Александар                                           |        |        |        |        |
| 2000-е     |                                                |                                                             |        |        |        |        |
| 2001.      | Породично благо (ТВ серија)                    | Лекар                                                       |        |        |        |        |
| 2010-е     |                                                |                                                             |        |        |        |        |
| 2010.      | Шесто чуло (ТВ серија)                         | Комшија Јоле                                                |        |        |        |        |
| 2012.      | Монтевидео, Бог те видео (ТВ серија)           | Отац младе                                                  |        |        |        |        |